# Astrocaryum huaimi
Espèce
Astrocaryum huaimi est une espèce de palmiers à feuilles pennées.

## Liste des variétés
Selon World Checklist of Selected Plant Families (WCSP) (29 décembre 2013) :
- Astrocaryum huaimi Mart. (1844)

Selon Tropicos (29 décembre 2013) (Attention liste brute contenant possiblement des synonymes) :
- variété Astrocaryum huaimi var. orbignyi Drude